# Lachaise
 Lachaise  es una población y comuna francesa, en la región de Poitou-Charentes, departamento de Charente, en el distrito de Cognac y cantón de Barbezieux-Saint-Hilaire.

## Demografía
| 288 | 281 | 266 | 281 | 275 | 288 |
| Para los censos de 1962 a 1999 la población legal corresponde a la población sin duplicidades (Fuente: INSEE [Consultar]) |     |     |     |     |     |